# Ziad Fazah
Ziad Youssef Fazah (árabe: زياد فصاح) (Monrovia, Liberia; 10 de junio de 1954) es un políglota liberiano, registrado hasta 1998 en el Libro Guinness de los Récords como la persona con mayor número de lenguas habladas. Fazah afirma poder hablar en cincuenta y nueve idiomas y mantiene haber probado esto en varios programas de televisión, donde él se ha comunicado «exitosamente» con hablantes nativos de varios idiomas extranjeros. Según Fazah, sus habilidades para aprender idiomas son un regalo dado a él por Dios.  Para abril de 2020, residía en Porto Alegre, Brasil.

## Repertorio idiomático
Fazah descubrió que tenía talento para aprender idiomas a los 11 años. En ese tiempo de vida ya sabía hablar árabe, inglés y francés gracias a que asistió a escuelas privadas. A los 14 años se dedicó de lleno a aprender los idiomas del mundo. Su método conjugaba tiempo y dedicación. Cuenta que para aprender un idioma empezaba por la fonética y luego la pronunciación, y seguía con la gramática. Primero compraba un libro que contenía la pronunciación. Luego escuchaba el acento de las palabras por varios minutos. De esta forma los memorizaba. Luego procedía a profundizar en la gramática, considerando que era lo que daba claridad a las expresiones. A ese ritmo tenía un rango de 2000 palabras en tres idiomas diferentes durante cuatro meses. Luego, en pocos años logró aprender varios idiomas.
A Fazah también lo favorecieron sus estudios universitarios. En Beirut estudió cuatro años la carrera de filología y obtuvo su título en 1970. Tenía la idea de trabajar en la ONU como intérprete, pero su familia emigró a Brasil, país cuyo idioma (el portugués) no estaba en su lista, por lo cual tuvo que aprenderlo. Según Fazah, el idioma más difícil de aprender para él ha sido el chino mandarín por los ideogramas que maneja. En cambio, sobre los que más disfrutó menciona que son el alemán y el francés por la amplia riqueza cultural que transmiten.
Fazah afirma que puede hablar, leer y entender los siguientes 59 idiomas: albanés, alemán, amhárico, árabe, armenio, azerí, bengalí, birmano, búlgaro, camboyano, checo, chino cantonés, chino mandarín, chino shangainés, cingalés, coreano, danés, dzongkha, español, fijiano, finlandés, francés, griego, griego chipriota, hebreo, hindi,  holandés, húngaro, indonesio, inglés, islandés, italiano, japonés, jemer, kirguís, laosiano, malayo, malgache, mongol, nepalí, noruego, pastún, papiamento, persa, polaco, portugués, rumano, ruso, serbocroata, Singlish (inglés coloquial de Singapur), tibetano, sueco, suajili, tailandés, tayiko, turco, urdu, uzbeko y vietnamita.
Sin embargo, él afirmó en una entrevista en 2015 que solo puede hablar estos idiomas con fluidez, sin necesidad de preparación: árabe, francés, inglés, alemán, español, italiano, portugués, ruso, polaco, noruego, danés, hebreo, chino mandarín, sueco y serbo-croata.

## Incidente enViva el Lunes
El 7 de julio de 1997, Ziad Fazah fue invitado al talk show chileno Viva el Lunes, que era emitido por Canal 13, y conducido por Kike Morandé, Álvaro Salas y Cecilia Bolocco, debido a su aparición con Susana Giménez decidieron invitarlo. La producción del espacio decidió invitar a varios hablantes nativos, embajadores de diversos países en Chile y personas con buen dominio de idiomas extranjeros, para poner a prueba al lingüista. Sucesivamente los invitados se fueron presentando, y cada uno dijo una frase en su idioma para ver si Fazah podía descifrarla. Entre las frases dichas estaban las siguientes:
- En griego: "Πόσες μέρες θα μείνετε εδώ στη Χιλή;" (¿Cuántos días vas a estar aquí en Chile?)
- En ruso: "Какой сегодня день недели?" (¿Qué día de la semana es hoy?)
- En persa, el himno Ey Iran y el siguiente enunciado: "می خواهم از آقای زیاد سوال کنم که شما در آموختن زبان فارسی فقط لغات عادی را یاد گرفتید و یا سعی کردید در فرهنگ فارسی رخنه کرده و بعضی از شعرای فارسی را بشناسید" (Quiero preguntarle al señor Ziad si para aprender el idioma persa, ¿aprendió solo las palabras simples o intentó aprender el idioma persa en profundidad? ¿Y podría por favor decirnos el nombre de alguno de los grandes poetas persas?)
- En chino: "在月球上，能够看到唯一的地球上的人造工程是什么？" (¿Cuál es la única estructura hecha por el hombre que es visible desde la luna?), para la cual la respuesta esperada era la Gran Muralla China.[5]

El políglota falló en todos sus intentos, al tratar de traducir idiomas como el persa, el finés, el ruso, el chino, el griego y el hindi. Luego reconoció estar confundido, y aceptó el desafío de realizar la misma prueba en otra ocasión, la que tampoco fue mucho más próspera.
Luego se supo que las preguntas de Susana Giménez estaban preparadas y en realidad no hablaba todos esos idiomas.